# Барсена
Ба́рсена (исп. Bárcena) — активный вулкан на острове Сан-Бенедикто, Мексика. Это южная часть острова которая образовалась в 1952 году. До этого в Тихом океане была подводная кальдера. Соседний вулкан называется Бенедикто. Кратер напоминает маленькую кальдеру. В 2003 и 2004 году отметилось усиление активности фумарол.